# Jo Jones
Jonathan „Jo“ Jones (* 7. Oktober 1911 in Chicago, Illinois; † 3. September 1985 in New York City) war ein stilbildender US-amerikanischer Jazz-Schlagzeuger. Er revolutionierte die Verwendung des Schlagzeugs im Jazz, indem er den Jazzbeat von der Basstrommel auf die Hi-Hat verlegte „und damit der Musik Raum und Atem schenkte“ (Hans-Jürgen Schaal). Er wurde zunächst vor allem als Schlagzeuger des Count Basie Orchestra bekannt, mit dem er von 1935 bis 1948 zusammenarbeitete. In seinen letzten Lebensjahren trat er unter dem Namen Papa Jo Jones auf.

## Leben
Jones, der in Alabama aufwuchs, lernte Saxophon, Trompete und Piano, um eine Laufbahn als Stepptänzer und Sänger zu beginnen. Zunächst spielte er mit den Blue Devils von Walter Page in Oklahoma City. Anschließend war er in der Band von Lloyd Hunter in Nebraska tätig, bevor er 1933 nach Kansas City zog. Dort spielte er in der Territory Band von Tommy Douglas, 1934 bei Bennie Moten und anschließend im Count Basie Orchestra, bei dem er bis zum Ende der 1940er Jahre blieb. 
In späteren Jahren trat Jones regelmäßig im West End Jazz Club an der 116. und Broadway in New York City auf. Diese Auftritte waren im Allgemeinen von anderen Schlagzeugern wie Max Roach und Roy Haynes gut besucht. Neben seiner Kunstfertigkeit am Schlagzeug war Jones für sein jähzorniges, kämpferisches Temperament bekannt. Ein berühmtes Beispiel für sein reizbares Temperament war im Frühjahr 1936 während einer Jamsession im Reno Club in Kansas City. Der junge Charlie Parker versuchte, ein improvisiertes Solo zu spielen, verlor aber den Überblick über die Akkordwechsel; als Zeichen der Verachtung warf Jones ein Schlagzeugbecken nach Parker, um ihn dazu zu bringen, die Bühne zu verlassen.
Nach einer Tournee mit Jazz at the Philharmonic spielte er bei Illinois Jacquet (1948/49), bei Lester Young (1950/51) und Joe Bushkin, bevor er als Freelancer in New York tätig wurde. Im Februar 1954 trat er gemeinsam mit Ella Fitzgerald, Herb Ellis, Charlie Shavers, Roy Eldridge und anderen im Wiener Konzerthaus auf. 1957 kam er mit Ella Fitzgerald und Oscar Peterson nach Europa. Auf dem Newport Jazz Festival 1958 begleitete er zusammen mit Buck Clayton die Sängerin Big Maybelle.
Ab den späten 1950er Jahren leitete er eigene Bands. Er nahm zunächst für Vanguard (1955, 1959, produziert von John Hammond) und Everest (1959–1960) auf, dann erst wieder für Jazz Odyssey (1970), später dann für Pablo und Denon; eine seiner All Star-Formationen leitete Jones 1976, als er mit Harry Sweets Edison, Roy Eldridge, Vic Dickenson, Eddie Lockjaw Davis, Tommy Flanagan, Freddie Green und Sam Jones The Main Man aufnahm. 1985 wurde er mit der NEA Jazz Masters Fellowship ausgezeichnet.
Er spielte auch in verschiedenen Musikfilmen mit, vor allem in Jammin’ the Blues (1944) und The Sound of Jazz (1957).

## Musik
Jones erweiterte die Praxis des Schlagzeugspiels durch seinen eigenen Stil, den er bis 1934 entwickelte. Seine neuen Ideen bilden die Grundlage für das moderne Schlagzeugspiel, wie es ab den 1940ern bis in die 1960ern von Kenny Clarke, Max Roach, Elvin Jones u. a. weiter entwickelt wurde. Im Gegensatz zu seinen Zeitgenossen Gene Krupa, Cozy Cole und Chick Webb spielte Jo Jones selten längere Soli. Er war einer der ersten Schlagzeuger, die den Einsatz der Besen vorführten und deren Möglichkeiten bekannt machten. Außerdem legte er den tempobestimmenden Puls von der Basstrommel auf das Hi-Hat-Becken, das bei ihm zum wichtigsten Teil des Drumsets wurde.
Im Gegensatz zu Gene Krupa, der stark und beharrlich die Viertel auf der Basstrommel durchhielt, spielte Jones diese oft gar nicht. Stattdessen gab er zeitgebenden Rhythmus auf der Hi-Hat vor, die er auf die Zählzeiten „2“ und „4“ öffnete und schloss. Diese Stilistik führte zur modernen Jazzpraxis, den Beat durchgängig auf einem hängenden Becken zu markieren, das seither als Ride-Becken, sozusagen das „durchgehende Becken“, bekannt wurde.
Jones selbst sprach von einer „singin’ hi-hat“, für den federnden, stark synkopierten Beat. Er nutzte die Besen, um den Rhythmus legato zu spielen, setzte Akzente und erzeugte Polyrhythmen. So unterstützte er die Themenarbeit, indem er das melodische Thema exakt „mitsang“.
Er genoss das Privileg, in der Rhythmusgruppe des Count Basie Orchestra mitzuspielen, die neben Basie am Klavier (seit 1936) Walter Page am Bass und Freddie Green an der Gitarre einschloss. Diese Rhythmusgruppe, in der er den 4/4-Swing entwickelte, blieb in der Formulierung von Paul Whiteman als All-American Rhythm Section in Erinnerung. Auch nahm er mit Benny Goodman, Billie Holiday, Duke Ellington, Teddy Wilson, Lester Young, Johnny Hodges und Art Tatum auf.

## Zitate
„Er legte Dinge fest, die wir heute als Naturgesetz betrachten.“

„Ich weiß nicht, wo er das her hatte, die Art wie Jo spielte war etwas ganz Besonderes, so sanft, wie man es sich eigentlich von jedem Schlagzeuger wünscht, und dabei so einfach.“

„Er kombiniert unglaubliche Technik mit Leichtigkeit, Humor und Präzision.“

„Ich habe ihn Sachen auf dem Schlagzeug spielen sehen, die wohl noch niemand je erlebt hat.“

„Jo Jones erinnert mich an den Wind. Er ist eine Klasse für sich und steht über allen Schlagzeugern, die ich je in meinem Leben gehört habe.“

„Der Mann, der brodelt, stürmt, kocht und mitreißt.“

## Diskographische Hinweise
- Art Tatum The Tatum Group Masterpieces Vol. 6
- Jo Jones Spezial (Vanguard, 1955)
- Jo Jones +2 (Vanguard, 1955)
- The Essential Jo Jones (Kompilation der Vanguard-Aufnahmen von 1955 bis 1958)
- Jo Jones Trio (Fresh Sound Records, 1959)
- Jo Jones Sextet (Fresh Sound, 1960)
- Phineas´ Rainbow (RCA, 1956)
- The Main Man (Pablo Records, 1976)

## Filmografie
- Jammin’ the Blues (1944)
- Born to Swing (1973)
- The Last of the Blue Devils (1979)

## Lexikalische Einträge
- Ian Carr, Digby Fairweather, Brian Priestley: Rough Guide Jazz. Der ultimative Führer zum Jazz. 1800 Bands und Künstler von den Anfängen bis heute. 2., erweiterte und aktualisierte Auflage. Metzler, Stuttgart/Weimar 2004, ISBN 3-476-01892-X, S. 363.
- Martin Kunzler: Jazz-Lexikon. Band 1: A–L (= rororo-Sachbuch. Bd. 16512). Rowohlt, Reinbek bei Hamburg 2002, ISBN 3-499-16512-0.
- Carlo Bohländer, Karl Heinz Holler, Christian Pfarr: Reclams Jazzführer. 3., neubearbeitete und erweiterte Auflage. Reclam, Stuttgart 1989, ISBN 3-15-010355-X.